# Saint-Martin-la-Patrouille
Pour les articles homonymes, voir Saint-Martin.
Saint-Martin-la-Patrouille est une commune française située dans le département de Saône-et-Loire, en région Bourgogne-Franche-Comté.
C'est l'une des treize communes de Saône-et-Loire portant le nom de l'apôtre des Gaules.

## Géographie

### Communes limitrophes
Les communes limitrophes sont Joncy, Mary, Saint-Huruge, Saint-Marcelin-de-Cray et Sigy-le-Châtel.

### Climat
Pour des articles plus généraux, voir Climat de la Bourgogne-Franche-Comté et Climat de Saône-et-Loire.
En 2010, le climat de la commune est de type climat océanique dégradé des plaines du Centre et du Nord, selon une étude du Centre national de la recherche scientifique s'appuyant sur une série de données couvrant la période 1971-2000. En 2020, Météo-France publie une typologie des climats de la France métropolitaine dans laquelle la commune est dans une zone de transition entre le climat océanique altéré et le climat océanique altéré et est dans une zone de transition entre les régions climatiques « Centre et contreforts nord du Massif Central » et « Bourgogne, vallée de la Saône ».
Pour la période 1971-2000, la température annuelle moyenne est de 11 °C, avec une amplitude thermique annuelle de 17,6 °C. Le cumul annuel moyen de précipitations est de 827 mm, avec 11,2 jours de précipitations en janvier et 7,2 jours en juillet. Pour la période 1991-2020, la température moyenne annuelle observée sur la station météorologique de Météo-France la plus proche, « La Guiche », sur la commune de La Guiche à 8 km à vol d'oiseau, est de 10,9 °C et le cumul annuel moyen de précipitations est de 963,4 mm. 
La température maximale relevée sur cette station est de 39,3 °C, atteinte le 25 juillet 2019 ; la température minimale est de −19,5 °C, atteinte le 16 janvier 1985,,.
Les paramètres climatiques de la commune ont été estimés pour le milieu du siècle (2041-2070) selon différents scénarios d'émission de gaz à effet de serre à partir des nouvelles projections climatiques de référence DRIAS-2020. Ils sont consultables sur un site dédié publié par Météo-France en novembre 2022.

## Urbanisme

### Typologie
Au 1er janvier 2024, Saint-Martin-la-Patrouille est catégorisée commune rurale à habitat très dispersé, selon la nouvelle grille communale de densité à sept niveaux définie par l'Insee en 2022.
Elle est située hors unité urbaine et hors attraction des villes,.

### Occupation des sols
L'occupation des sols de la commune, telle qu'elle ressort de la base de données européenne d’occupation biophysique des sols Corine Land Cover (CLC), est marquée par l'importance des territoires agricoles (80,2 % en 2018), une proportion identique à celle de 1990 (80,2 %). La répartition détaillée en 2018 est la suivante : prairies (79,9 %), forêts (19,8 %), zones agricoles hétérogènes (0,3 %). L'évolution de l’occupation des sols de la commune et de ses infrastructures peut être observée sur les différentes représentations cartographiques du territoire : la carte de Cassini (XVIIIe siècle), la carte d'état-major (1820-1866) et les cartes ou photos aériennes de l'IGN pour la période actuelle (1950 à aujourd'hui).

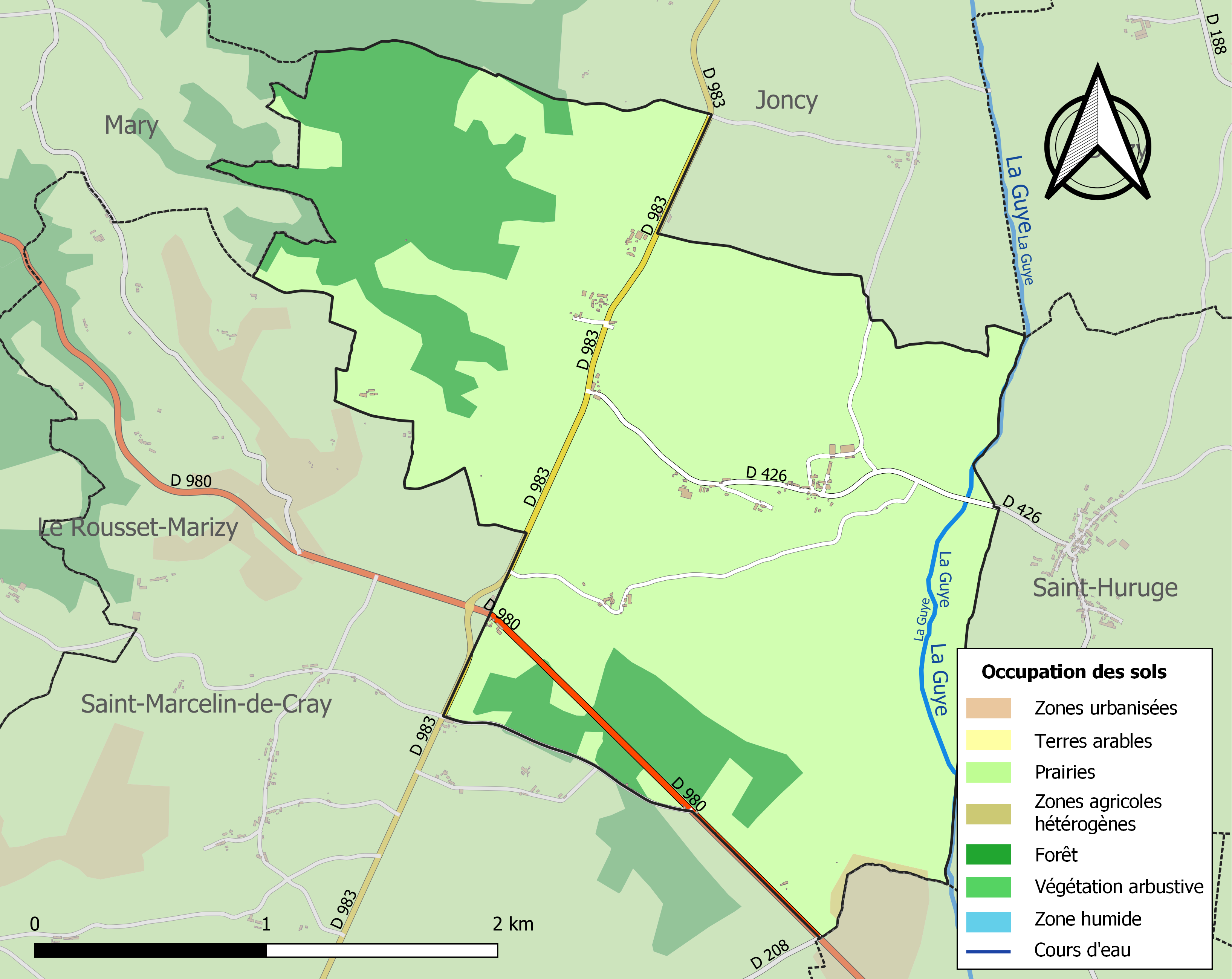
Carte des infrastructures et de l'occupation des sols de la commune en 2018 (CLC).

## Histoire
1793 : Saint-Martin-la-Patrouille, dans le contexte révolutionnaire, change de nom et devient Bragny-sur-Guye.

## Politique et administration
| Période                                  | Période  | Identité      | Étiquette | Qualité |
| ---------------------------------------- | -------- | ------------- | --------- | ------- |
| mars 1989                                | en cours | Serge Berland |           |         |
| Les données manquantes sont à compléter. |          |               |           |         |

## Démographie
L'évolution du nombre d'habitants est connue à travers les recensements de la population effectués dans la commune depuis 1793. Pour les communes de moins de 10 000 habitants, une enquête de recensement portant sur toute la population est réalisée tous les cinq ans, les populations de référence des années intermédiaires étant quant à elles estimées par interpolation ou extrapolation. Pour la commune, le premier recensement exhaustif entrant dans le cadre du nouveau dispositif a été réalisé en 2008.

En 2022, la commune comptait 65 habitants, en évolution de +3,17 % par rapport à 2016 (Saône-et-Loire : −1,06 %, France hors Mayotte : +2,11 %).
| 1793 | 1800 | 1806 | 1821 | 1831 | 1836 | 1841 | 1846 | 1851 |
| ---- | ---- | ---- | ---- | ---- | ---- | ---- | ---- | ---- |
| 188  | 161  | 153  | 242  | 237  | 177  | 180  | 191  | 185  |

| 1856 | 1861 | 1866 | 1872 | 1876 | 1881 | 1886 | 1891 | 1896 |
| ---- | ---- | ---- | ---- | ---- | ---- | ---- | ---- | ---- |
| 201  | 203  | 186  | 192  | 197  | 192  | 185  | 192  | 196  |

| 1901 | 1906 | 1911 | 1921 | 1926 | 1931 | 1936 | 1946 | 1954 |
| ---- | ---- | ---- | ---- | ---- | ---- | ---- | ---- | ---- |
| 178  | 168  | 163  | 130  | 116  | 103  | 107  | 96   | 82   |

| 1962 | 1968 | 1975 | 1982 | 1990 | 1999 | 2006 | 2008 | 2013 |
| ---- | ---- | ---- | ---- | ---- | ---- | ---- | ---- | ---- |
| 76   | 79   | 63   | 61   | 63   | 61   | 53   | 51   | 63   |

| 2018 | 2022 | - | - | - | - | - | - | - |
| ---- | ---- | - | - | - | - | - | - | - |
| 61   | 65   | - | - | - | - | - | - | - |

## Culture locale et patrimoine

### Lieux et monuments
- Ce qu'il reste de l'ancienne église, qui s'effondra en partie au cours du XIXe siècle[19]. De cet édifice placé sous le vocable de saint Martin, seul subsiste le chœur ancien constitué par une travée droite voûtée en plein cintre, et par l’abside semi-circulaire voûtée en cul-de-four, éclairée par trois baies étroites et ébrasées ; tous les profils de l’abside sont en plein cintre. L’ancienne travée droite du chœur est fermée par une façade moderne, avec pignon ajouré par une grande baie et une porte vitrée. Cet ensemble forme désormais une chapelle, ornée d’une statue, toute blanche, de la Vierge à l’Enfant, posée sur l’autel[20].
- La tuilerie de Bissy, de la 1re moitié XIXe siècle, inscrite aux MH[21].
- La tuilerie de la Bellevelle, {du XIXe siècle, inscrite aux MH[22], avec son four et son séchoir, qui a bénéficié du terrain argileux et sableux.
- Au carrefour principal du bourg, une belle croix en pierre blanche du XVIIIe siècle.
- Le domaine de Vallecot du XIXe siècle, ancien fief.

## Pour approfondir